# Pteris backeri
Pteris backeri là một loài dương xỉ trong họ Pteridaceae. Loài này được ht.Bat Backer mô tả khoa học đầu tiên năm 1904.
Danh pháp khoa học của loài này chưa được làm sáng tỏ. 